# Dejtning

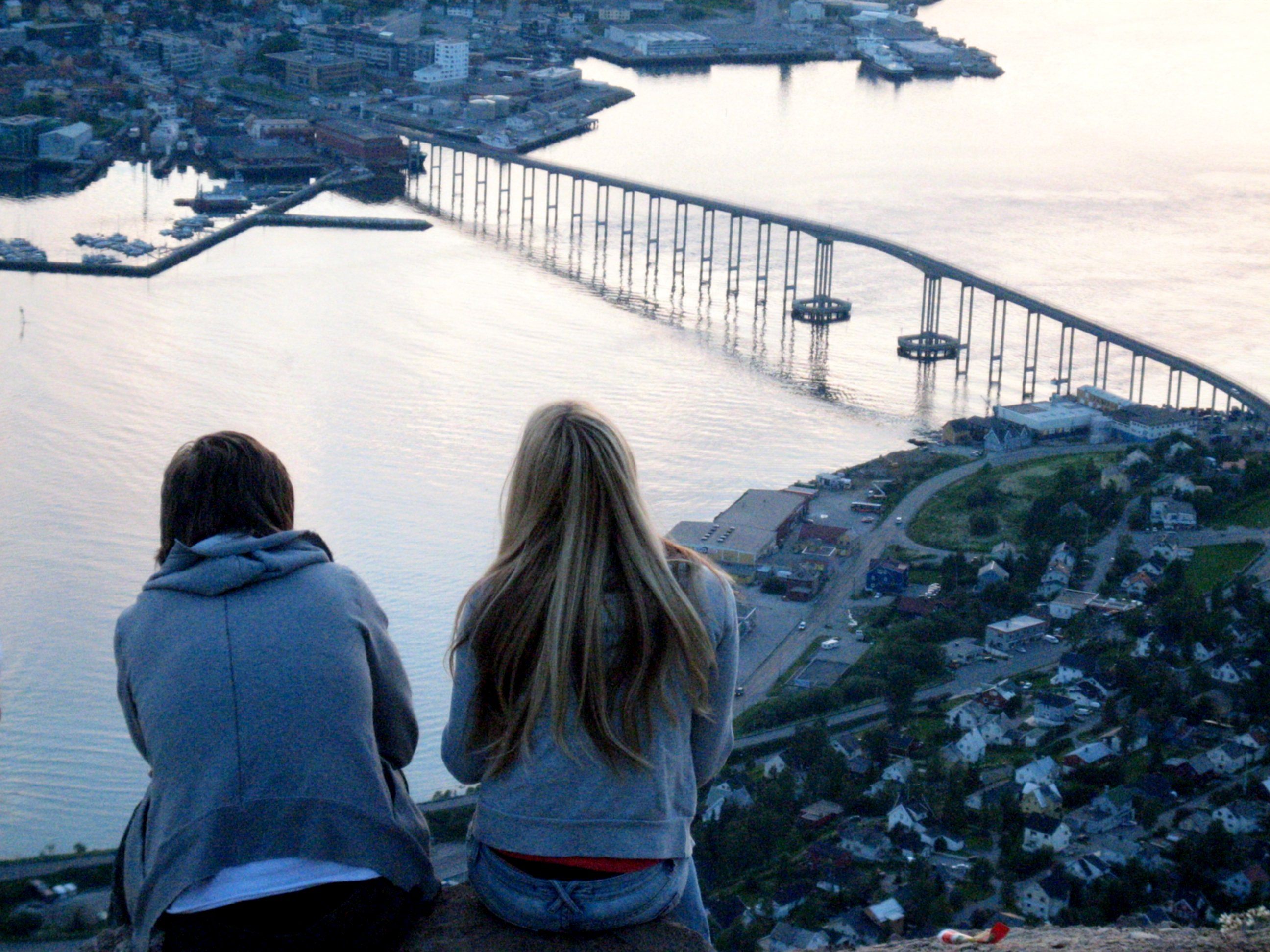
Ett par ser ut över Tromsö.

Dejtning är ett sätt för människor att söka efter en partner eller en sexuell relation. De försöker på detta sätt lära känna varandra genom att träffas på en dejt (efter engelskans ord för 'träff') där de umgås tillsammans, exempelvis på restaurang, kafé, bio, hemma hos någon, på internet eller via telefon (teledejtning). Det viktiga i sammanhanget är dock inte hur man träffas eller aktiviteten i sig, utan samspelet. Dejten är ett tillfälle att bjuda på sig själv, utforska den andra och undersöka om man känner likadant för varandra och om det är mer än vanlig vänskap. Vanligtvis behöver man inte stressa under en dejt, med undantag för speeddejtning, och den kan följas upp med ytterligare dejter.
Engelskans blind date och försvenskningen blinddejt är begrepp som syftar på en dejt där personerna inte setts tidigare. En sådan kan organiseras av exempelvis en gemensam bekant.
Under 2000-talet har det blivit mycket populärt med nätdejtning, där man träffar en dejt via en webbplats eller en app. Ofta handlar det då i första hand om mycket kortvariga sexuella relationer, men där parterna har full frihet att gå vidare och bli ett par eller inte ses igen.
Sugardejtning är en särskild form av dejtning som i grunden bygger på stor åldersskillnad och parter som befinner sig i olika skeden i livet. Syftet är att tillfredsställa varandras olika behov, snarare än att nå samma mål eller bilda familj. Ofta är den äldre av parterna förmögen och står för den yngres kostnader och utgifter. Vid sugardejtning är det också vanligt att ha en kärleksrelation med någon annan.